# Dimokratikó Kómma
DIKO (Grieks: Δημοκρατικό Κόμμα, Dimokratikó Kómma), wat betekent Democratische Partij, is een centristisch politieke partij in Cyprus die in 1976 is opgericht door Spyros Kyprianou.
De leider van de partij is Tassos Papadopoulos. In de presidentsverkiezingen van 2002 won de kandidaat van de partij, Tassos Papadopoulos, 213.353 stemmen (51,5%).
De jongerenorganisatie gelieerd aan de partij is ΝΕΔΗΚ.
Bij de parlementsverkiezingen van 2006 kreeg de partij 75.458 stemmen (17,9%, 11 zetels). De partij heeft één zetel in het Europees Parlement.